# セルジオ・ヴォルピ
セルジオ・トランクィッロ・ヴォルピ（Sergio Tranquillo Volpi, 1974年2月2日 - ）は、イタリア・オルツィヌオーヴィ出身の元同国代表サッカー選手、現サッカー指導者。現役時代のポジションはMF。

## 経歴
ブレシア・カルチョの下部組織出身で、レンタル先のカッラレーゼ・カルチョからデビューした。1998年に移籍したSSCヴェネツィアでは日本代表の名波浩とともにプレーした。2002年から2008年までUCサンプドリアに所属し、リーグ戦190試合以上に出場した。2004-05シーズンは5位躍進を見せたチームの原動力となり、キャプテンも務めた。2008年夏にサンプドリアとの契約を解除して、移籍金なしでボローニャFCに移籍した。翌2009年、レッジーナ・カルチョへ移籍。2010年にはアタランタBCへレンタル移籍した。
2004年には30歳にしてイタリア代表に初招集され、チェコ戦でデビューした。
2011年7月6日、現役引退を表明した。同月23日にピアチェンツァ・カルチョのユース監督に就任。2012-13シーズンよりブレシア・カルチョの下部組織に移る。2016年よりエッチェッレンツァ（イタリア5部）に所属するASDアドレンゼ1909のユース部門でコーチングスタッフを務め、同年11月には監督に昇格した。